# Sergio Algora
Sergio Algora Marín (Zaragoza, 17 de enero de 1969-Zaragoza, 9 de julio de 2008) fue un músico, escritor, poeta, dramaturgo y articulista español. Formó parte del grupo El Niño Gusano y de Muy Poca Gente, bandas de pop con las que grabó varios discos. Su último trabajo fue como componente de La Costa Brava. Debutó en la narrativa con un libro de relatos, A los hombres de buena voluntad.
El 9 de julio de 2008 murió debido a una dolencia cardíaca. Algora había sido operado del corazón unos años antes. En 2017 se publicó su obra poética completa en el volumen Celebrad los días (Chamán Ediciones) y en 2018, coincidiendo con el décimo aniversario de su desaparición, se estrenó Champán para todos, un documental dirigido por Lola Lapaz en el que se traza un retrato sobre su figura y que se puede ver en la plataforma Filmin.
En 2019, Madmua recopila en un solo tomo todas las letras escritas para sus grupos.

## Obra literaria

### Narrativa
- Marcianos (Pregunta ediciones / Madmua, 2018), con ilustraciones de Óscar Sanmartín Vargas
- No tengo el placer (Xordica, 2009)
- A los hombres de buena voluntad (Xordica, 2006; 2ª edición 2009)

### Poesía y letras de canciones
- Las letras de Sergio Algora (Madmua, 2019)[9]
- Celebrad los días (Chamán Ediciones, 2017)
- Invierno, póstumo e inédito, incluido en Celebrad los días (Chamán Ediciones, 2017)
- Cielo ha muerto (Diputación Provincial de Zaragoza, 2005)
- Los versos dictados (Aqua, 2005)
- Otro rey, la misma reina (Juan Pastor, 2003)
- Paulus e Irene (Olifante, 1998)
- Envolver en humo (Lola, 1994)

### Teatro
- La lengua del bosque (Chorrito de Plata, 2005)

## Discografía

### Con El Niño Gusano
- Circo luso, 1995.
- El efecto lupa, 1996.
- El escarabajo más grande de Europa, 1998.
- Fantástico entre los pinos, 2000.

### Con Muy Poca Gente
- En flor, 2001.
- Con zapatos nuevos, 2001.

### Con La Costa Brava
- Déjese querer por una loca, 2003.
- Los días más largos, 2003.
- Se hacen los interesantes, 2004.
- Llamadas perdidas, 2004.
- Costabravismo, 2005.
- Velocidad de crucero, 2007.
- Futuros padres, 2007.

### Con Cangrejus
- La elegancia entra en su casa, 2018.

### Con Tras el francés
- Tras el francés, 2019.